# Maratona aquática no Campeonato Europeu de Esportes Aquáticos de 2014 - 25 km feminino
Os 25 km da maratona aquática feminina da maratona aquática no Campeonato Europeu de Esportes Aquáticos de 2014 foi realizada no dia 17 de agosto em Berlim, na Alemanha. 

## Calendário
| Fase  | Data         | Hora  |
| ----- | ------------ | ----- |
| Final | 17 de agosto | 09:00 |

Todos os horários estão no horário local (UTC+1)

## Medalhistas
| Ouro                   | Prata            | Bronze              |
| Martina Grimaldi (ITA) | Anna Olasz (HUN) | Angela Maurer (GER) |

## Resultados
A prova foi realizada no dia 17 de agosto ás 09:00. 
| Pos.              | Nadadora            | Nacionalidade | Tempo     |
| ----------------- | ------------------- | ------------- | --------- |
| Medalha de ouro   | Martina Grimaldi    | Itália        | 5:19:14.1 |
| Medalha de prata  | Anna Olasz          | Hungria       | 5:19:21.0 |
| Medalha de bronze | Angela Maurer       | Alemanha      | 5:19:21.4 |
| 4                 | Olga Kozydub        | Rússia        | 5:19:32.5 |
| 5                 | Margarita Domínguez | Espanha       | 5:19:44.3 |
| 6                 | Ilaria Raimondi     | Itália        | 5:19:45.7 |
| 7                 | Alice Franco        | Itália        | 5:20:23.0 |
| 8                 | Karla Šitić         | Croácia       | 5:24:32.4 |
| 9                 | Silvie Rybářová     | Chéquia       | 5:24:41.9 |
| 10                | Aleksandra Sokolova | Rússia        | 5:26:11.0 |
| 11                | Angelica Andre      | Portugal      | 5:29:21.4 |
| 12                | Svenja Zihsler      | Alemanha      | 5:29:39.9 |
| 13                | Lenka Štěrbová      | Chéquia       | 5:35:29.4 |
| —                 | Finnia Wunram       | Alemanha      | DNF       |
| —                 | Nikolett Szilágyi   | Hungria       | DNF       |